# Lablachère
Lablachère est une commune française, située dans le département de l'Ardèche en région Auvergne-Rhône-Alpes.
Ses habitants sont appelés les Lablachérois ou Blachérois.

## Géographie

### Situation et description
Rattaché à la communauté de communes du Pays Beaume-Drobie, située à 2,5 kilomètres à l'ouest de Joyeuse et à 11 kilomètres au nord-est des Vans, le village de Lablachère  fait partie du canton des Vans, dans la partie méridionale du département de l'Ardèche.

### Communes limitrophes
Les communes limitrophes sont Les Assions, Chandolas, Joyeuse, Payzac, Planzolles, Ribes, Saint-Alban-Auriolles, Saint-André-Lachamp et Saint-Genest-de-Beauzon.

### Climat
Pour des articles plus généraux, voir Climat d'Auvergne-Rhône-Alpes et Climat de l'Ardèche.
En 2010, le climat de la commune est de type climat méditerranéen altéré, selon une étude du CNRS s'appuyant sur une série de données couvrant la période 1971-2000. En 2020, Météo-France publie une typologie des climats de la France métropolitaine dans laquelle la commune est exposée à un climat de montagne ou de marges de montagne et est dans la région climatique Provence, Languedoc-Roussillon, caractérisée par une pluviométrie faible en été, un très bon ensoleillement (2 600 h/an), un été chaud (21,5 °C), un air très sec en été, sec en toutes saisons, des vents forts (fréquence de 40 à 50 % de vents > 5 m/s) et peu de brouillards.
Pour la période 1971-2000, la température annuelle moyenne est de 12,8 °C, avec une amplitude thermique annuelle de 17,1 °C. Le cumul annuel moyen de précipitations est de 1 019 mm, avec 7,7 jours de précipitations en janvier et 4,2 jours en juillet. Pour la période 1991-2020, la température moyenne annuelle observée sur la station météorologique installée sur la commune est de 13,6 °C et le cumul annuel moyen de précipitations est de 1 257,0 mm,. Pour l'avenir, les paramètres climatiques de la commune estimés pour 2050 selon différents scénarios d'émission de gaz à effet de serre sont consultables sur un site dédié publié par Météo-France en novembre 2022.
| Mois                                  | jan.             | fév.             | mars            | avril           | mai          | juin          | jui.            | août         | sep.          | oct.            | nov.          | déc.             | année      |
| ------------------------------------- | ---------------- | ---------------- | --------------- | --------------- | ------------ | ------------- | --------------- | ------------ | ------------- | --------------- | ------------- | ---------------- | ---------- |
| Température minimale moyenne (°C)     | 1,5              | 1,6              | 4,3             | 6,9             | 10,6         | 14,2          | 16,4            | 16,1         | 12,6          | 9,5             | 5,2           | 2,2              | 8,4        |
| Température moyenne (°C)              | 5,2              | 6,1              | 9,7             | 12,6            | 16,6         | 20,7          | 23,3            | 22,9         | 18,3          | 13,9            | 8,8           | 5,7              | 13,6       |
| Température maximale moyenne (°C)     | 8,9              | 10,7             | 15,2            | 18,2            | 22,5         | 27,1          | 30,1            | 29,6         | 24            | 18,2            | 12,5          | 9,2              | 18,9       |
| Record de froid (°C) date du record   | −14,7 12.01.1987 | −13,3 04.02.1963 | −10,5 01.03.05  | −2,5 05.04.1975 | 0 03.05.1979 | 5 17.06.1978  | 8 28.07.1982    | 7 30.08.1986 | 2 21.09.1977  | −3 25.10.03     | −7 18.11.1968 | −12,3 27.12.1962 | −14,7 1987 |
| Record de chaleur (°C) date du record | 19,7 31.01.1992  | 23,5 27.02.1960  | 26,5 18.03.1997 | 30 24.04.07     | 34 30.05.01  | 41,1 28.06.19 | 41,5 30.07.1983 | 41 23.08.23  | 37 10.09.1966 | 30,5 01.10.1997 | 23 03.11.1970 | 19,5 17.12.1985  | 41,5 1983  |
| Précipitations (mm)                   | 99,9             | 66,2             | 75,9            | 96,9            | 95           | 74,3          | 51              | 71,8         | 143,3         | 192,8           | 178,2         | 111,7            | 1 257      |

### Hydrographie
Le territoire communal est arrosé par l'Alune, affluent de la Beaume.

### Voies de communication
De la place du bourg (La Jaujon) partent plusieurs grandes routes :
- une route située sur un axe est-ouest puis sud (D 104) permettant de se rendre à Joyeuse, à Alès, puis à Nîmes ;
- une route (D 104A) allant aux Vans ;
- une route partant en direction du nord (D 4), allant dans les montagnes, en directions de Saint-Laurent-les-Bains et Langogne.

## Urbanisme

### Typologie
Au 1er janvier 2024, Lablachère est catégorisée commune rurale à habitat dispersé, selon la nouvelle grille communale de densité à 7 niveaux définie par l'Insee en 2022.
Elle appartient à l'unité urbaine d'Aubenas, une agglomération intra-départementale dont elle est une commune de la banlieue,. La commune est en outre hors attraction des villes,.

### Occupation des sols
L'occupation des sols de la commune, telle qu'elle ressort de la base de données européenne d’occupation biophysique des sols Corine Land Cover (CLC), est marquée par l'importance des forêts et milieux semi-naturels (62,6 % en 2018), en diminution par rapport à 1990 (66,6 %). La répartition détaillée en 2018 est la suivante : 
forêts (33 %), milieux à végétation arbustive et/ou herbacée (29,6 %), zones agricoles hétérogènes (17,8 %), zones urbanisées (13,9 %), cultures permanentes (5,3 %), prairies (0,5 %).
L'évolution de l’occupation des sols de la commune et de ses infrastructures peut être observée sur les différentes représentations cartographiques du territoire : la carte de Cassini (XVIIIe siècle), la carte d'état-major (1820-1866) et les cartes ou photos aériennes de l'IGN pour la période actuelle (1950 à aujourd'hui).

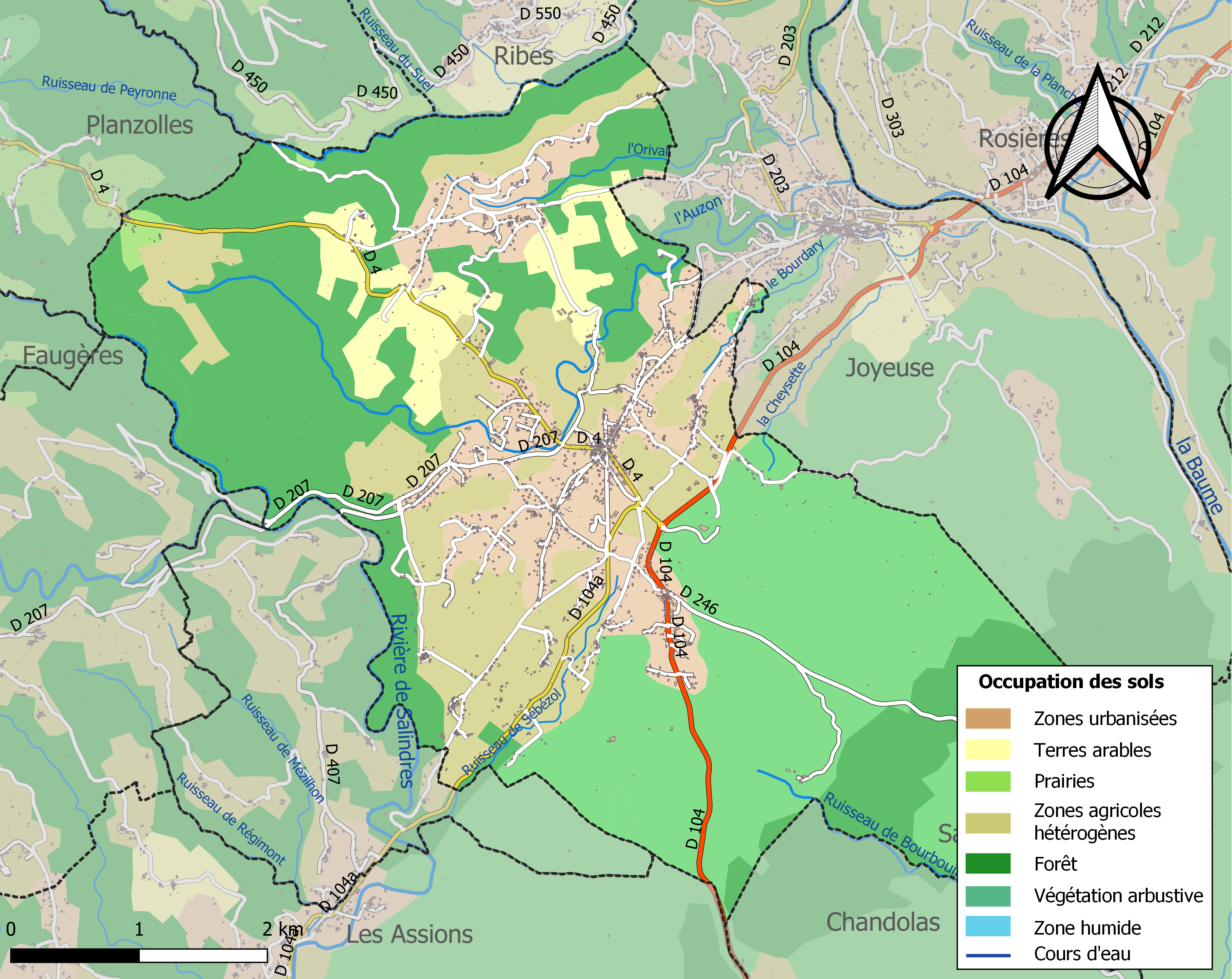
Carte des infrastructures et de l'occupation des sols de la commune en 2018 (CLC).

## Toponymie
En 1801 la commune de La Blachère devient Lablachère. Ce nom vient de Blache qui signifie en occitan chêne blanc. Autrefois, Lablachère était en effet entouré de forêts. Le nom de Lablachère est celui de la commune comprise dans sa totalité car aucun des nombreux hameaux (236 lieux-dits cadastrés habités et non habités) qui la composent ne le porte. Situé à un carrefour de routes, presque au milieu du territoire communal, le village-chef-lieu s'appelle La Jaujon, au pied d'un petit mamelon sur lequel se trouvent l'église, le presbytère et le cimetière dominant de tous côtés le beau panorama des environs.

## Histoire

### Moyen Âge
Les seigneurs de Lablachère furent de toute antiquité les mêmes que ceux de Joyeuse, les Bermond, les Châteauneuf-Randon et les Joyeuse.
Parmi les familles nobles de la paroisse, la plus ancienne est celle de la Saulmée (de Salmesia) et ensuite La Saumès. Elle avait sa résidence au château de ce nom, tout près du hameau de La Jaujon, chef-lieu de la paroisse. Il est certain que le château actuel n'est pas le même que le primitif. C'est une grande maison rectangulaire avec toit à quatre pentes, deux étages, très grandes fenêtres à croisillons, belle maçonnerie en pierres de taille, cour, chapelle et jardin.
Le 21 juillet 1367, Catherine Chabassut de la ville de Joyeuse, veuve de Guillaume Fabri, remariée à noble Pons de la Saulmée, fit donation de tous ses biens à son proche parent noble Pons de Malet. Le 28 mai 1373, au château de Joyeuse, Noble Pierre de Malet, coseigneur de Vernon, rend hommage à Louis, baron de Joyeuse, en présence de noble Durand de la Saulmée.
Il est probable qu'il ne laissa pas de postérité car son héritage et celui de son père passèrent à noble Reymond Ferrand d'après le testament de ce dernier du 18 août 1462, reçu Guillaume de Bona, archiprêtre de Sampzon, prieur de Sablières et notaire. Il veut qu'on accomplisse les volontés de feu noble Jean de la Saulmée, dont il est biens tenant et ordonne deux-cents messes pour le repos de l'âme de sa fille noble Jane Ferrand, femme de noble Louis de Borne, son gendre, et laisse l'usufruit de ses biens à sa femme noble Ricardette de Salavas, faisant héritier universel noble Bertrand de Borne son petit-fils, fils desdits Louis et Jane.
Ledit Bertrand de Borne en son testament du 23 juillet 1526 se qualifie seigneur de la Saulmée, paroisse de Lablachère, y habitant. Il élit sa sépulture dans l'église Saint-Julien de cette paroisse, dans la chapelle qu'il a fait construire sous le vocable de Saint-Jean-Baptiste, suivant les intentions de feu noble Jean de la Saulmée et dans la tombe où son père est inhumé. Il ordonne des prières pour noble Bertrand, Pierre et Reymond Ferrand, Jean de la Saulmée, Jeanne Ferrand sa mère, etc. Il fait son héritier noble Jacques de Borne, son neveu, fils de feu noble Pierre, frère du testateur, acte passé au château de la Saulmée, dans la chambre neuve. Pierre de Borne devint donc seigneur de la Saulmée et successivement son fils et son petit-fils. Celui-ci, Charles de Borne, seigneur de la Saulmée, y demeurant, eut de noble Catherine de la Baume de Casteljau, trois fils disparus de la maison paternelle, déshérités par leur père par suite de leur mauvaise conduite et plusieurs filles dont la cadette Catherine seule se conduisit bien et fut mariée deux fois. D'abord à noble Annet de Rosilhes dont elle n'eut pas d'enfant et ensuite en 1587 à noble Gaspard de Chanaleilles, seigneur du Pin en la paroisse de Fabras, qui devenu veuf et sans enfant de ladite Catherine, n'en fut pas moins son héritier. Suivant les pactes du mariage, il quitta le château du Pin et vint demeurer à la Saulmée, où après son veuvage, il se remaria le 22 novembre 1601 à Jane de Rosilhes, fille de feu Guillaume, seigneur de Laurac et de Jane de Budos. Il acheta la totalité de la terre de la Saulmée à ses belles-sœurs le 1er mars 1595 et transmit le tout à ses enfants.

### La révolte des Masques armés
" Le 8 février 1783 une bande forte de 140 hommes armés, couverts d'une chemise sur leur habit nouée d'une ceinture de corde, le visage barbouillé ou couvert d'une gaze ou d'un filet noir, se rend à 9 heures du soir à la Blachère et va à la maison du Sr Salel, procureur. Ils enfoncent les portes, le sortent de sa cachette dans du foin, lui enlèvent sa montre et cent un louis, brisent ses armoires, enlèvent son linge, ses habits, ses provisions de bouche et brûlent ses papiers" (Jean Régné, op cité page 7). C'était une manifestation contre le prélèvement exorbitant des impôts.

### Vente des terres en 1788
"Lors de la vente des terres du duché de Joyeuse par S.A Marie Louise de Rohan-Soubise, comtesse de Marsan, la seigneurie de Lablachère fut vendue le 11 janvier 1788, y compris Charus, Saint Andrè-Lachamp, le Viala, paroisse de Saint-Mélany, Rosières et le Bas-Balbiac pour la somme de 82 000 livres, à Jean-Louis de Chanaleilles, comte de la Saumés, devant Comte, notaire à Joyeuse."(de Montravel).
Leur postérité s'est perpétuée jusqu'au XXe siècle, demeurant l'été au château de la Saulmée et l'hiver dans leur hôtel de Joyeuse.*
Ayant abandonné le pays, ils vendirent le château à maître Charousset et l'hôtel à la famille Pellier de laquelle il fut acquis par M. Mathon, curé de Joyeuse, qui l'a donné à la ville pour le transformer en hôpital.
M. Paul-Aimé-René de Chanaleilles, marquis de la Saumès, s'est marié à Orléans où il demeure. En 1885, il a généreusement prêté son château de la Saulmée pour l'école libre, ayant racheté cette terre de M. Charousset, aliénée par son père. La branche aînée des marquis de Chanaleilles, qui avait acquis au début du XXe siècle le château de Chambonas près des Vans, de la maison de la Garde, s'est éteinte en la personne de Sosthène de Chanaleilles qui n'a laissé de demoiselle de Crillon qu'une fille, mariée au marquis de Marcieu.
Par son testament, M. de Chanaleilles a laissé à son parent éloigné, le marquis de la Saumès, le château de Chambonas et en même temps le titre de marquis de Chanaleilles.

## Politique et administration

### Tendances politiques et résultats
Le 23 mars 2014, au premier tour, la liste "LABLACHERE L'AVENIR TOUS ENSEMBLE" l'emporte .

### Liste des maires
| Période                                  | Période                   | Identité            | Étiquette    | Qualité    |
| ---------------------------------------- | ------------------------- | ------------------- | ------------ | ---------- |
| Les données manquantes sont à compléter. |                           |                     |              |            |
| 1953                                     | 1971                      | Georges Blanc       | RPF puis UDR | Policier   |
| 1971                                     | 1977                      | Joseph Blanc        | DVD          |            |
| 1977                                     | 1983                      | Raymond Audibert    | RPR          |            |
| mars 1983                                | mars 2008                 | Michel Beaussier    | PS           | Professeur |
| mars 2008                                | mars 2014                 | Jean-Pierre Laporte | DVD          | Gendarme   |
| mars 2014                                | 2020                      | Jean-Luc Tourel     | DVD          | Artisan    |
| 2020                                     | En cours (au 6 août 2020) | Jean-Pierre Laporte |              |            |

## Population et société

### Démographie
L'évolution du nombre d'habitants est connue à travers les recensements de la population effectués dans la commune depuis 1793. Pour les communes de moins de 10 000 habitants, une enquête de recensement portant sur toute la population est réalisée tous les cinq ans, les populations de référence des années intermédiaires étant quant à elles estimées par interpolation ou extrapolation. Pour la commune, le premier recensement exhaustif entrant dans le cadre du nouveau dispositif a été réalisé en 2008.

En 2022, la commune comptait 2 214 habitants, en évolution de +4,88 % par rapport à 2016 (Ardèche : +2,48 %, France hors Mayotte : +2,11 %).
| 1793  | 1800  | 1806  | 1821  | 1831  | 1836  | 1841  | 1846  | 1851  |
| ----- | ----- | ----- | ----- | ----- | ----- | ----- | ----- | ----- |
| 1 827 | 1 752 | 1 807 | 2 312 | 2 865 | 2 780 | 2 981 | 2 836 | 2 944 |

| 1856  | 1861  | 1866  | 1872  | 1876  | 1881  | 1886  | 1891  | 1896  |
| ----- | ----- | ----- | ----- | ----- | ----- | ----- | ----- | ----- |
| 2 861 | 2 675 | 2 528 | 2 519 | 2 276 | 1 996 | 2 029 | 1 928 | 1 891 |

| 1901  | 1906  | 1911  | 1921  | 1926  | 1931  | 1936  | 1946  | 1954  |
| ----- | ----- | ----- | ----- | ----- | ----- | ----- | ----- | ----- |
| 1 869 | 1 872 | 1 690 | 1 558 | 1 457 | 1 530 | 1 554 | 1 400 | 1 338 |

| 1962  | 1968  | 1975  | 1982  | 1990  | 1999  | 2006  | 2008  | 2013  |
| ----- | ----- | ----- | ----- | ----- | ----- | ----- | ----- | ----- |
| 1 250 | 1 270 | 1 277 | 1 392 | 1 562 | 1 520 | 1 750 | 1 815 | 2 037 |

| 2018  | 2022  | - | - | - | - | - | - | - |
| ----- | ----- | - | - | - | - | - | - | - |
| 2 174 | 2 214 | - | - | - | - | - | - | - |

### Enseignement
La commune est rattachée à l'académie de Grenoble.

### Médias
La commune est située dans la zone de distribution de deux organes locaux de la presse écrite :
- L'Hebdo de l'Ardèche

Il s'agit d'un journal hebdomadaire français basé à Valence et couvrant l'actualité de tout le département de l'Ardèche.
- Le Dauphiné libéré

Il s'agit d'un journal quotidien de la presse écrite française régionale distribué dans la plupart des départements de l'ancienne région Rhône-Alpes, notamment l'Ardèche. La commune est située dans la zone d'édition d'Aubenas et Privas-Vallée du Rhône.

### Cultes
L'église paroissiale et les membres de la communauté catholique qui résident dans la commune sont rattachées à la paroisse Sainte Thérèse des Cévennes, elle-même rattachée au diocèse de Viviers.

## Culture locale et patrimoine

### Patrimoine religieux
- Basilique Notre-Dame-de-Bon-Secours, chapelle fondée en 1682 par le sieur Julien Gineste, sieur de Lisle. Vierge couronnée en 1880 et église élevée au rang de basilique mineure en 1930. Le service du lieu est assuré par les prêtres du diocèse de Viviers.
- Église Saint-Julien de Lablachère

### Lieux et monuments

#### Pont mégalithique hameau du Prieuré
Ce pont mégalithique est situé au hameau du Prieuré, à environ deux kilomètres du bourg central. Il s'agit d'un ouvrage en pierres sèches assurant le passage sur le ruisseau Masseloup, affluent du ruisseau de Sébézol. Il est principalement utilisé en période de fortes pluies d'octobre, novembre et avril. En hiver et en période estivale, la traversée peut se faire à gué.
Les blocs de grès constituant cet édifice ont été tirés dans son environnement immédiat. Les dalles verticales, de type monolithique, sont surmontées de plaques horizontales de même matériau, posées côte à côte, formant un passage utile de 0,50 m maximum au joint à 1,80 m maximum au milieu de certaines dalles. La hauteur de passage de l'eau est de 0,80 m environ, mais compte tenu de la forme descendante aux extrémités, la hauteur utile de passage est nettement inférieure tout en convenant très bien au débit du ruisseau.
Par son architecture proche de celle des dolmens de la région, la réalisation de cet ouvrage est très ancienne mais non datée.

#### Autres monuments
- Château de la Saumès, superbe porte avec le blason de la famille de Chanaleille[24],[25].
- Dolmens
- Puits au hameau de Montredon

#### Sites naturels
- Le plateau des Gras, vaste étendue calcaire à l'est de Lablachère, est classé zone naturelle d'intérêt écologique, faunistique et floristique de type I.
- La forêt de Beauzon et le chemin des muletiers.

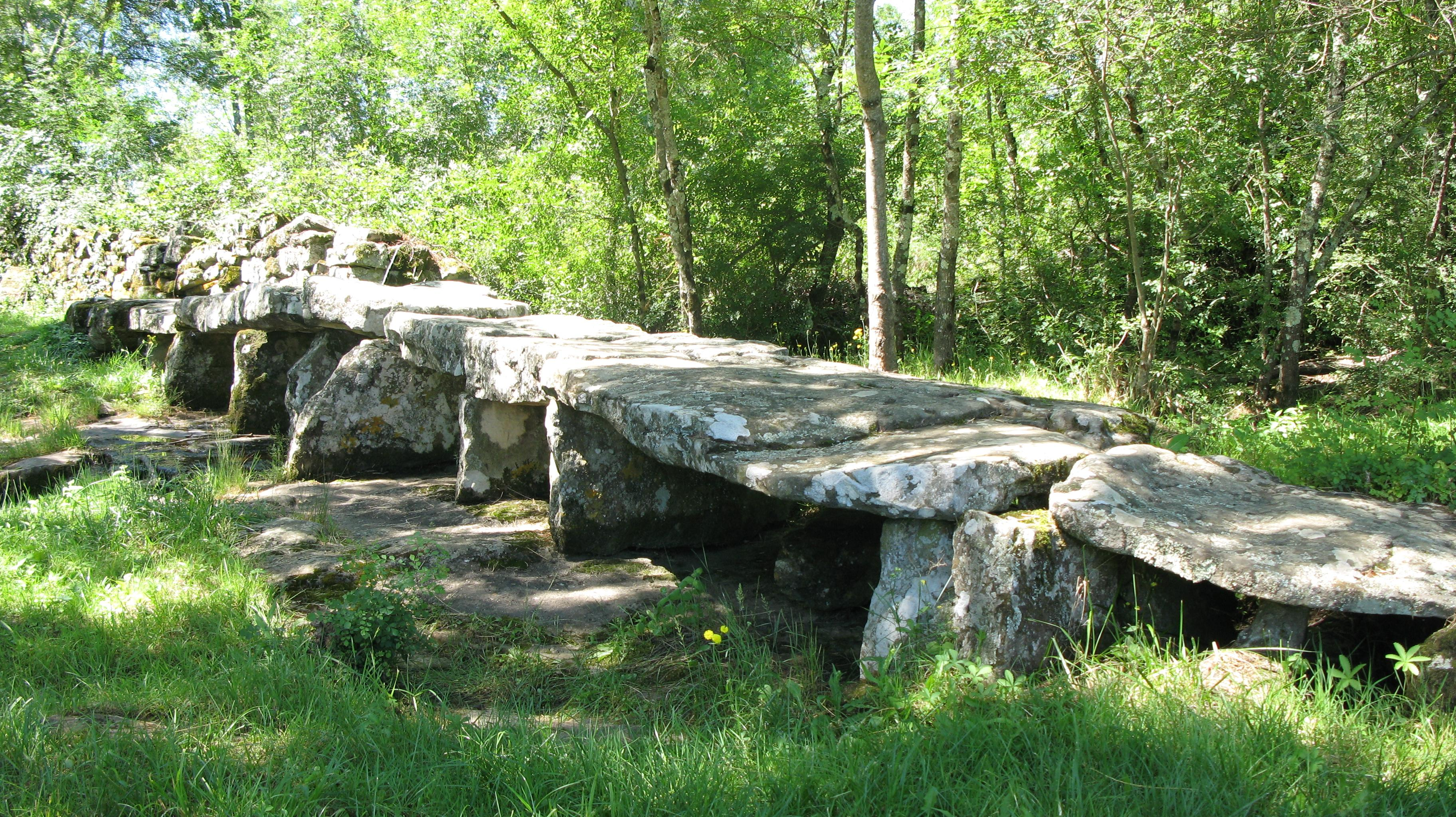
Pont mégalithique du Prieuré.
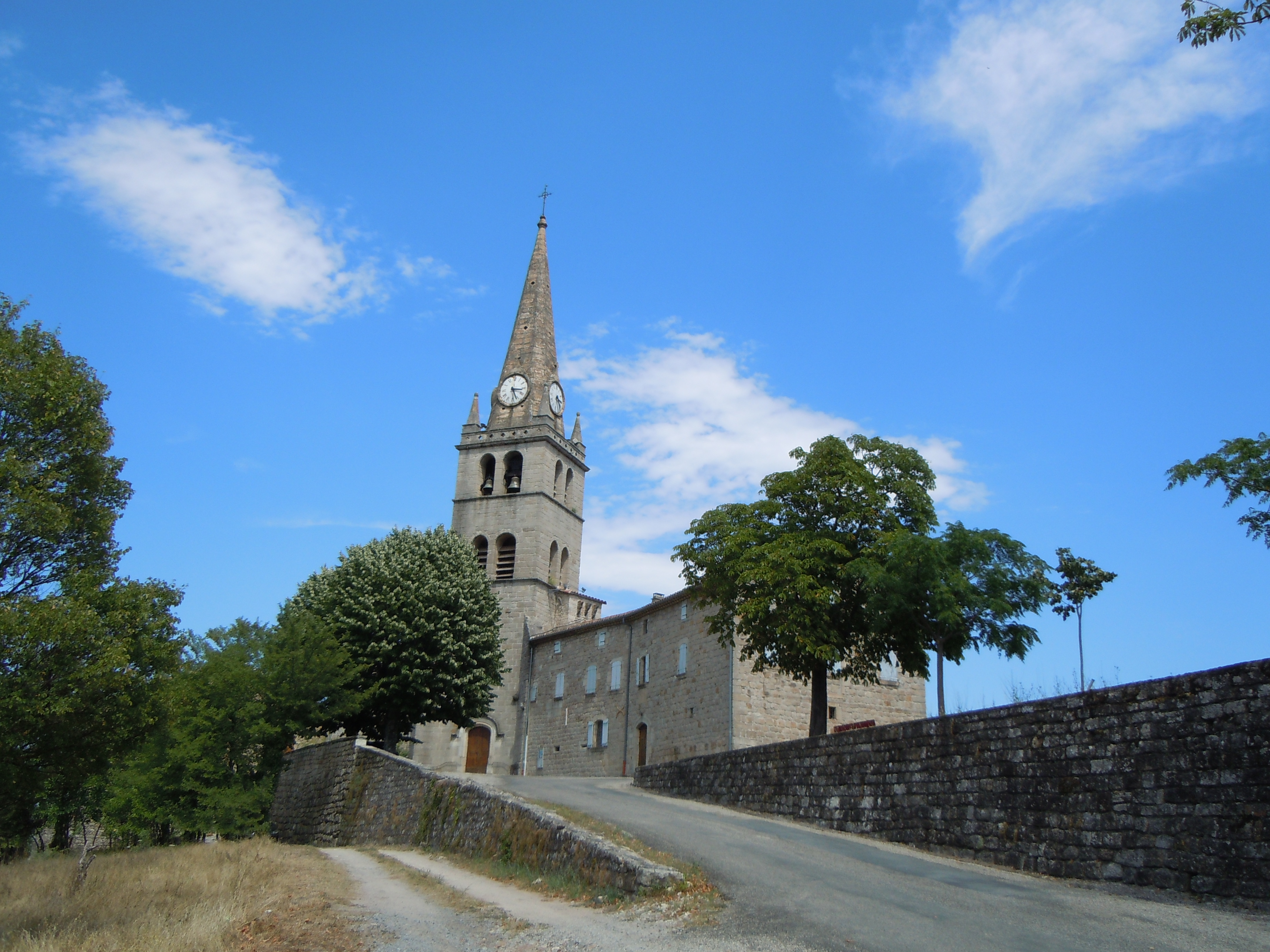
Église Saint-Julien.
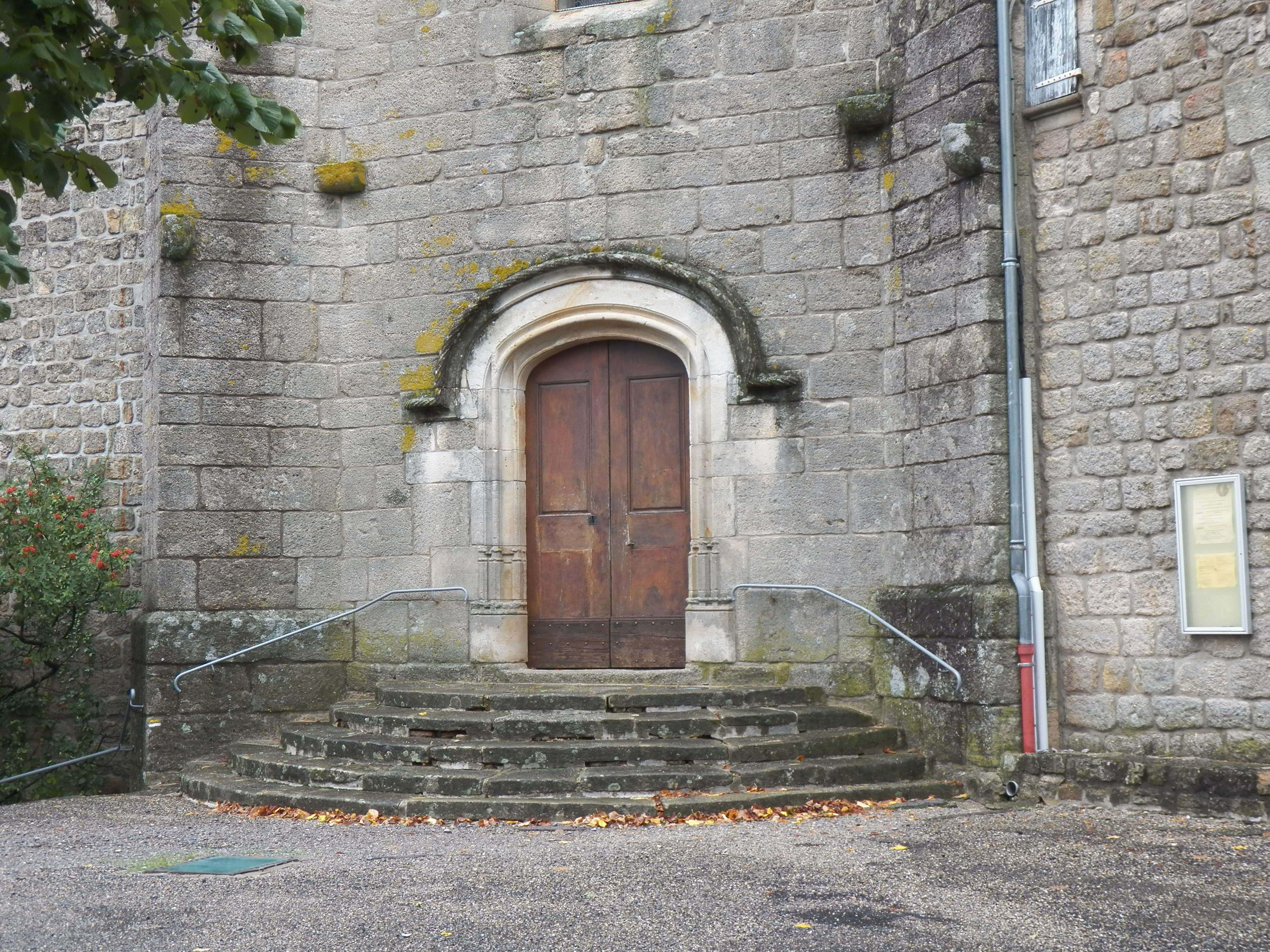
Saint Julien de Lablachère - Porche.
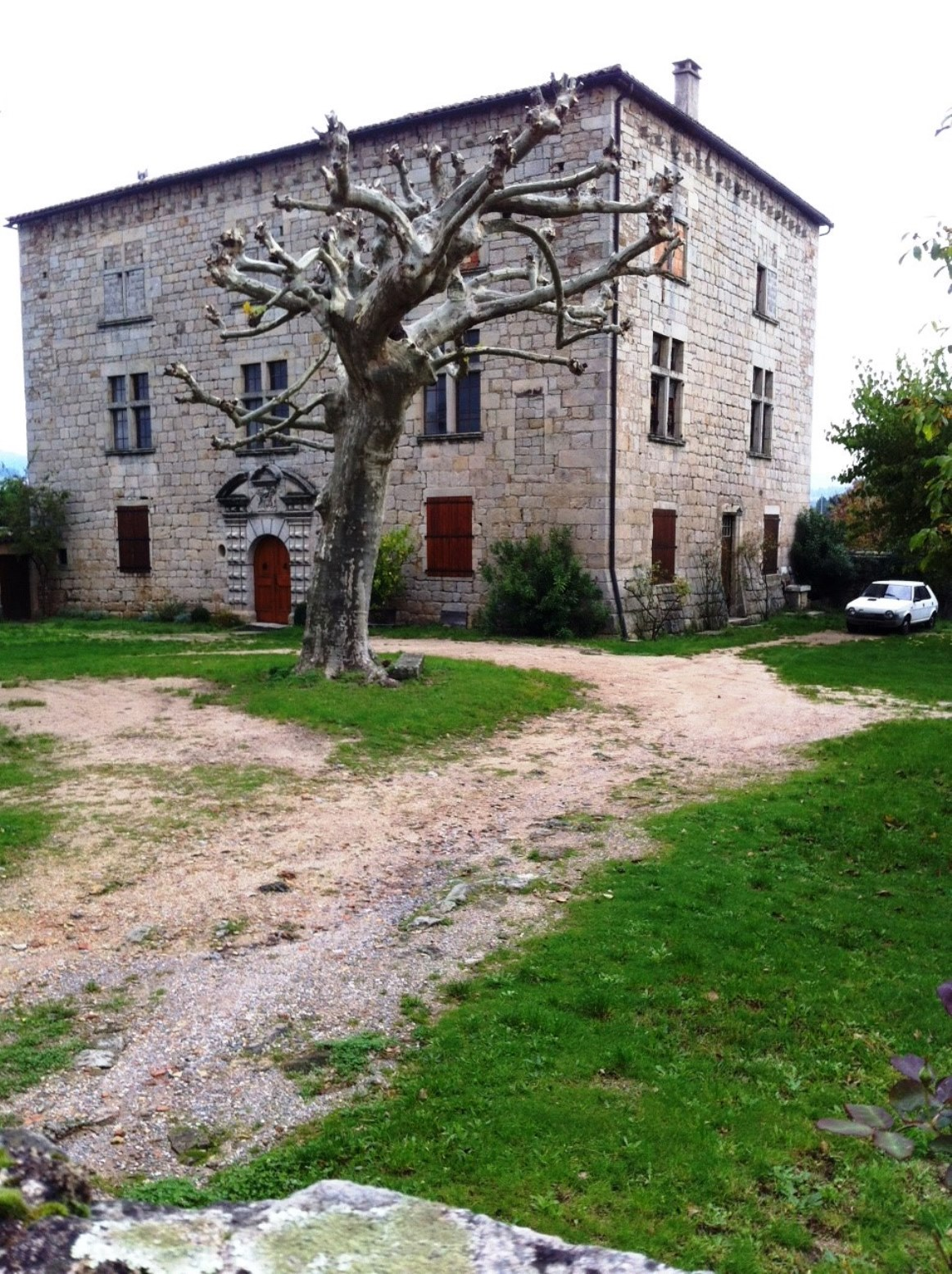
Château de la Saumès.
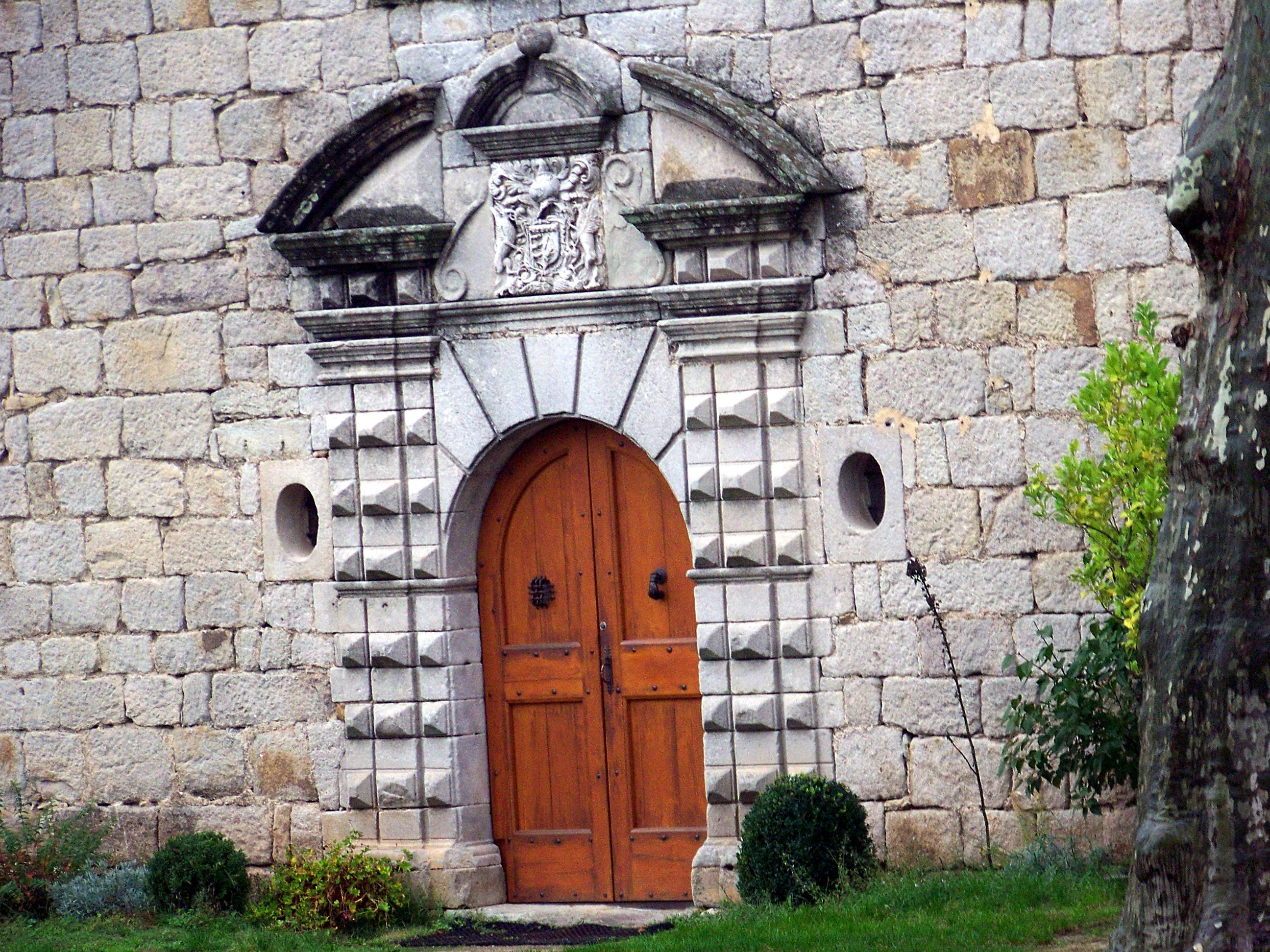
Portail du château de la Saumès.

### Personnalités liées à la commune
- Marcus Iallius Bassus Fabius Valerianus, consul de Rome sous l'Empire. Vestiges d'un mausolée à Marcus Ialius Bassus Fabius Valerianus au hameau de Laveyrune.
- Julien Gineste, sieur de Lisle, né au hameau de Montredon, fondateur de la chapelle de Notre-Dame-de-Bon-Secours.
- Gaston Riou, député sous la IIIe République, européen convaincu ayant rédigé le livre Europe, ma Patrie.
- General Debailleul <> https://gw.geneanet.org/garric?lang=fr&n=debailleul&p=rene+charles+louis</>
- Pierre Rabhi, agriculteur, philosophe, écrivain et penseur français, inventeur du concept " Oasis en tous lieux".

### Héraldique
|  | Lablachère possède des armoiries dont l'origine et le blasonnement exact ne sont pas disponibles. |